# LINDBERG XIV
『LINDBERG XIV』（リンドバーグ・フォーティーン）は、LINDBERGの14枚目のオリジナル・アルバム。
2002年1月1日発売。発売元はクリエイティブ・フューチャー・コンテンツ。

## 解説
本作はインディーズからのリリースであり、33rdシングル「you were there」と同時発売。
シングル・アルバムの同時発売は、1993年6月18日発売の「会いたくて -Lover Soul-」、「LINDBERG VI」以来である。
本作に収録された10曲の歌詞はそれぞれ渡瀬マキが実在する人物をテーマに書き綴ったもの。
これまで歌詞は、自分の経験から物語を作ることが多かったが、今作から実際に周りにいる人から取材をして組み立てていく見たいなやり方で作っていったことを当時のインタビューで語っている。
全曲サブタイトルに6桁の数字が記されている。殆どの楽曲が英題となっている。

## 収録曲
全作詞:渡瀬マキ／作曲:小柳昌法（5,6,8）平川達也（1,3,10）川添智久（2,4,7,9）／全編曲:LINDBERG
1. Mother -780218-
2. Wild Life -690810-
3. you were there -690206-
33枚目のシングル曲。
4. 16 -840912-
5. our love -690222-
2001年9月11日に発生したアメリカ同時多発テロ事件へのメッセージを含んだ曲[1]。
6. Life Time 4pm -600915-
7. loving you -810514-
8. Cap -770103-
9. Miss Understand -660305-
10. Blue Beatle -380520-